# Pugilato alla XXVII Universiade
Il torneo di pugilato della XXVII Universiade si svolge al Boxing Centre di Kazan', in Russia, dal 5 al 10 luglio 2013. È la prima volta che il pugilato partecipa a un'Universiade.

## Podi
| Evento            | Oro                 | Argento               | Bronzo                 |
| Pesi minimosca    | Hasanboy Dusmatov   | Kim In-Kyu            | Gan-Erdene Gankhuyag   |
| Pesi minimosca    | Hasanboy Dusmatov   | Kim In-Kyu            | Erjan Jomart           |
| Pesi mosca        | Enkhdelger Kharkhuu | Michail Alojan        | Jasurbek Latipov       |
| Pesi mosca        | Enkhdelger Kharkhuu | Michail Alojan        | Alexandr Riscan        |
| Pesi gallo        | Sergej Vodop'janov  | Rustam Rustamov       | Henrik Mokoyan         |
| Pesi gallo        | Sergej Vodop'janov  | Rustam Rustamov       | Iderkhuu Enkhjargal    |
| Pesi leggeri      | Adlan Abdurašidov   | Fazliddin Gaibnazarov | Lee Sang-Min           |
| Pesi leggeri      | Adlan Abdurašidov   | Fazliddin Gaibnazarov | Dorjnyambuu Otgondalai |
| Pesi superleggeri | Radžab Butaev       | Artur Kirajyan        | Denys Berinčyk         |
| Pesi superleggeri | Radžab Butaev       | Artur Kirajyan        | Dmitri Galagot         |
| Pesi welter       | Andrej Zamkovoj     | Hurshidbek Normatov   | Onur Şipal             |
| Pesi welter       | Andrej Zamkovoj     | Hurshidbek Normatov   | Byambyn Tüvshinbat     |
| Pesi medi         | Dmytro Mytrofanov   | Azizbek Abdugofurov   | Narmandakh Shinebayar  |
| Pesi medi         | Dmytro Mytrofanov   | Azizbek Abdugofurov   | Nurdaulet Zharmanov    |
| Pesi mediomassimi | Oleksandr Hvozdyk   | Dmitrij Bivol         | Michail Daŭhaljavec    |
| Pesi mediomassimi | Oleksandr Hvozdyk   | Dmitrij Bivol         | Elshod Rasulov         |
| Pesi massimi      | Evgenij Tiščenko    | Rustam Tulaganov      | Tadas Tamašauskas      |
| Pesi massimi      | Evgenij Tiščenko    | Rustam Tulaganov      | Dylan Bregeon          |
| Pesi supermassimi | Magomed Omarov      | Jan Kosobuckïy        | Mirzohidjon Abdullayev |
| Pesi supermassimi | Magomed Omarov      | Jan Kosobuckïy        | Jan Sudziloŭski        |

## Medagliere
| Pos.   | Paese         |    |    |    | Totale |
| ------ | ------------- | -- | -- | -- | ------ |
| 1      | Russia        | 6  | 2  | 0  | 8      |
| 2      | Ucraina       | 2  | 0  | 1  | 3      |
| 3      | Uzbekistan    | 1  | 4  | 3  | 8      |
| 4      | Mongolia      | 1  | 0  | 5  | 6      |
| 5      | Kazakistan    | 0  | 2  | 2  | 4      |
| 6      | Armenia       | 0  | 1  | 1  | 2      |
| 6      | Corea del Sud | 0  | 1  | 1  | 2      |
| 8      | Bielorussia   | 0  | 0  | 2  | 2      |
| 8      | Moldavia      | 0  | 0  | 2  | 2      |
| 10     | Francia       | 0  | 0  | 1  | 1      |
| 10     | Lituania      | 0  | 0  | 1  | 1      |
| 10     | Turchia       | 0  | 0  | 1  | 1      |
| Totale | Totale        | 10 | 10 | 20 | 40     |